# Prokop z Gazy
Prokop z Gazy (ur. ok. 465, zm. ok. 528) – filozof bizantyński, kierownik szkoły retorycznej w Gazie, zwany „chrześcijańskim sofistą”.

## Życiorys
Informacje na temat Prokopa pochodzą z jego listów i z mowy pogrzebowej jednego z uczniów – Chorycjusza z Gazy. Urodził się około 465 roku w Gazie. Kształcił się w Aleksandrii i w młodym wieku zasłynął z wymowy. Około 20 roku życia został nauczycielem retoryki. Nie przyjął zaproszeń do objęcia katedr w Berycie, Antiochii i Tyrze. Po krótkim okresie nauczania w Cezarei osiadł na stałe w ojczystej Gazie, gdzie jako opłacany przez gminę sofista prowadził dużą szkołę. Na pewno nie został wyświęcony na księdza, a chociaż ożenił się, wiódł bardzo ascetyczny tryb życia. Jako oficjalny mówca miejski wygłosił po 501 roku mowę na odsłonięcie pomnika cesarza Anastazjusza. Zmarł w 528 roku.

## Twórczość
We wspomnianym wyżej panegiryku na odsłonięcie pomnika cesarskiego, Prokop wychwala wedle wzorów Izokratesa i Eliusza Arystydesa najpierw czyny wojenne cesarza, a potem pokojowe, całość zaś wieńczy idąc w tym za Grzegorzem z Nazjanzu obszerną synkrezą, w której porównuje Anastazjusza z Cyrusem, Agezylausem i Aleksandrem Wielkim i dowodzi jego wyższości nad nimi. Obszerna Monodia na zburzenie Antiochii wskutek trzęsienia ziemi, prawdopodobnie w 526 roku, przepadła. Zachowało się natomiast kilka mów szkolnych ekfraz i etopei, znalezionych w pismach Libaniusza. Spośród nich najbardziej zainteresował uczonych opis zegara, wydany w Berlinie w 1917 roku przez H. Dielsa. Spośród pozostałych, ekfrazy poświęcone malowidłom mitologicznym w Gazie stanowią ważne źródło do historii malarstwa starożytnego.
Tym samym czystym attycyzmem co panegiryk i deklamacje odznacza się zbiór 163 listów Prokopa o charakterze towarzyskim, grzecznościowym i nauczającym. Prawdopodobnie został on wydany jeszcze za życia autora, skoro w listach 97. i 155. wymazano imiona własne. Focjusz w cod. 160 poświadcza, że pisał on również Metafrazy wierszy Homera, przekształcając je na różne style prozą. Focjusz pisał o nich, że objawiają one najlepiej jego zdolności i wprawę. Jakkolwiek nie był kapłanem pozostawił po sobie zbiór obszernych komentarzy w formie katen do kilku ksiąg Starego Testamentu: Kateny do Ośmioksiągu, Ksiąg Królewskich, Kronik, do Izajasza, Pieśni nad Pieśniami. Ich pochodzenie tłumaczy się tym, że w szkole gazejskiej oprócz świeckich autorów komentowano również autorów biblijnych. W swoich komentarzach Prokop nie sięga jednak do wcześniejszych chrześcijańskich prac egzegetycznych, za przewodnika swojej pracy obierając sobie Filona z Aleksandrii. Z plagiatu Mikołaja z Metony znana jest treść polemiki Prokopa z neoplatonikiem Proklosem. Przypisywanie mu autorstwa podręcznika epistolografii budzi wątpliwości badaczy.
Focjusz nazywa Prokopa φιλόπονος (pracowity). Współcześni rozchwytywali jego pisma. Od VII wieku chętnie je ekscerpowali bizantyńscy leksykografowie i antologiści, m.in. Maksym Wyznawca, Makary Chrysokefalos. XIII-wieczni retorzy stawiali go na równi z klasykami. Jego maniera stylistyczna niewątpliwie odpowiadała bizantyńskiej wrażliwości bardziej niż styl klasyczny
Mowę Prokopa na cześć cesarza (P. in imperatorem Anastasium Panegirycus) wydał w 1917 w Berlinie K. Kempen. Listy i mowy wydali w 1963 roku w Ettal A. Garzya i R.J. Loenertz pod tytułem P. Gazei epistolae et declamationes. Z katen – Catena in Ecclesiasten wydał S. Laenza.